# 尾澤醫院
尾澤醫院（おざわいいん、Ozawa Clinic）は、東京都世田谷区にあった診療所。遅くとも1932年までには竣工していたと推定される歴史的な建造物が遺されている。敷地内の洋館には診療施設に加えて住居が併設されていることから、洋館を尾澤醫院兼住宅（おざわいいんけんじゅうたく、Hospital / Residence Ozawa）と呼ぶこともある。また、洋館は方齋庵（ほうさいあん、Hosaian）との異名で呼ばれることもある。「澤」「醫」「齋」といった文字は常用漢字表に収録されていないことから、尾澤医院（おざわいいん）、尾沢医院（おざわいいん）、尾澤医院兼住宅（おざわいいんけんじゅうたく）、尾沢医院兼住宅（おざわいいんけんじゅうたく）、方斎庵（ほうさいあん）とも表記される。なお、同じ敷地内に隣接して尾沢歯科医院（おざわしかいいん、Ozawa Dental Clinic）が所在していた。

## 概要
敷地内の洋館は、陸屋根を持つ2階建ての木造建築であり、屋上に設けられた塔屋や、側面のベイウィンドウなどにより、凹凸のある特徴的な外観を呈している。リシン掻き落とし仕上げ、スペイン瓦、丸窓など、スパニッシュ様式の特徴を備えているが、スクラッチタイル、アールデコ調の文様のある格子など、アール・デコの建築様式の特徴も兼ね備えている。さらには、幾何学的造形が志向されていた創建当時の流行や、ライト風建築の影響も見受けられ、大正から昭和初期にかけて流行していた多様なスタイルや仕様が混然一体となっている。個々のスタイルや仕様については他の建築物でも確認できるが、このように多様なスタイルや仕様を全て併せ持った建築物は貴重とされている。これらの重要性に鑑みて、世田谷区教育委員会事務局では、この洋館を世田谷区指定文化財の候補として位置づけている。

## 来歴

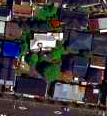
尾澤醫院の航空写真（2009年4月27日撮影）

開設者の尾澤章は、1898年に生まれ、日本医科大学医学部を卒業し医師となった。医師として活動する傍ら、三東礦業の取締役など会社役員も務めていた。章の父である尾澤光章も医師であり、日露戦争に軍医として出征したのち、清の黒竜江省ハルビン市で開業医として活躍した。光章は大正年間に日本に帰国し、東京府荏原郡世田ヶ谷町に居住した。尾澤家は近隣の豪徳寺の檀家であり、尾澤邸に豪徳寺の僧侶を下宿させるなど密接な関連があった。このような経緯もあり、章が医師として開業するにあたって、豪徳寺の所有地を借りて尾澤醫院の診療施設を建設することになった。章は内科、小児科に加えて外科も手掛けており、北多摩郡府中町あたりにまで往診した。太平洋戦争が始まると、尾澤醫院は救護所に指定された。また、尾澤醫院の敷地内には防空壕が2つあったことから、アメリカ合衆国による空襲の際には、近隣住民もこの壕に避難していた。終戦直後は、自宅を失った戦災者らが病棟に一時居住していた。章は1966年に亡くなったため、尾澤醫院は廃業することになった。
なお、章の長男である尾澤彰宣も信州大学医学部を卒業して医師になったが、大学病院の勤務医を務めており尾澤醫院は継がなかった。章の二男は歯科医師となったが、尾澤醫院と同じ敷地内の別棟にて尾沢歯科医院を開業していた。そのため、章の没後、尾澤醫院の建造物は診療施設としては使用されず、章の五男の事務所などとして使用されることになった。

## 方齋庵
敷地内の洋館には診療施設に加えて住居が併設されており、建築物としての観点からこの洋館を「尾澤醫院兼住宅」と呼ぶことがある。なお、英語表記については、「Hospital / Residence Ozawa」と表記している事例が見受けられる。また、洋館は「方齋庵」あるいは「方斎庵」との異名で呼ばれることもある。

### 様式、意匠
尾澤醫院兼住宅は、陸屋根を持つ2階建ての洋館であり、屋上に見える塔屋や、張り出したベイウィンドウなど、凹凸のある構成が特徴的である。1階の窓台から上の外壁にはリシン掻き落とし仕上げが施されるとともに、その上には緑色の釉薬洋瓦が載せられており、内玄関の側面には丸窓がみられるなど、スパニッシュ様式の特徴を備えている。なお、スパニッシュ様式の建築では半円アーチの開口部が設けられることが多いが、尾澤醫院兼住宅の車寄せには尖頭アーチが用いられており、珍しい点の一つとして挙げられる。
一方で、車寄せの台座にはスクラッチタイルが用いられ、アールデコ調の文様が施された格子が見受けられるなど、アール・デコの建築様式の特徴も兼ね備えている。なお、アール・デコの建築は鉄筋コンクリート構造であることが一般的だが、尾澤醫院兼住宅は木構造が採用されていることも珍しい点の一つとして挙げられる。
さらに、2階には三角柱状の張り出した窓がみられるが、これらは幾何学的造形が志向されていた創建当時の流行を取り入れていると考えられる。また、それとは別に、2階には連続する外開き窓も見受けられるが、これはライト風建築の影響を受けていると考えられる。
このように、尾澤醫院兼住宅においては、大正年間から昭和初期にかけて流行していた多様なスタイルや仕様が混然一体となっている。個々のスタイルや仕様については、近隣の他の建築物においても確認できる。たとえば、尾澤醫院兼住宅が立地する東京都世田谷区においては、スパニッシュ様式を用いたK家住宅（1932年竣工）や志村家住宅（1939年頃竣工）、アール・デコの建築様式を用いた耕雲館（1928年竣工）、フランク・ロイド・ライト本人が設計し連続する外開き窓が採用された電通八星苑（1917年竣工）、といった建築物が現存している。しかし、尾澤醫院兼住宅のように、これら多様なスタイルや仕様の全てを同時に併せ持った建築物は貴重とされている。
保存状態も良好である。あとから増築した病棟は1956年頃に取り壊されたが、尾澤醫院兼住宅はそのまま遺されている。外壁は部分的な改修痕があるものの、ほぼ創建時のままである。屋根は雨漏り発生のため勾配屋根をかけたものの、パラペット内に収まっている。そのため、尾澤醫院兼住宅の外観については、創建当時の趣をほぼそのままに伝えている。一方、屋内については、住居として用いられた部分を中心に水廻りなどの改修が見られるが、それ以外の部屋には創建当時の状態がよく遺されている。さらに、創建当時の家具や医療用具なども遺されており、全体として創建時の様式、意匠や雰囲気、趣がよく遺されている。
こうした点が評価され、世田谷区教育委員会事務局では世田谷区指定文化財の候補の一つとしてリストアップしており、他の候補とともに尾澤醫院兼住宅を「登録・指定文化財候補一覧」に掲載し、世田谷区文化財保護審議会に提示している。

### 設計者、設備設計者
遺されている「尾澤醫院新築工事設計図」の青図には設計者の氏名が記載されておらず、現在では誰が設計者だったのか不明である。一方、1932年7月21日に作成されたとみられる「尾澤醫院室内備品配置設計図」には、「家具装飾圖案 設計部 伊勢彦治」とのゴム印が押されていることから、設備設計者は伊勢彦治と推定されている。

### 建築年
建築年については諸説あり、1985年度に実施された世田谷区教育委員会による近代建築悉皆調査においては、1932年から1936年の間と推定していた。しかし、2011年から2012年にかけての昭和女子大学による調査において、警視庁警視総監の藤沼庄平が1932年9月27日に発行した「病室並自動車々庫設置許可書」が確認されている。病棟や車庫を建設した際の許可書とみられるが、この病棟は尾澤醫院兼住宅が完成した後で増築したとされている。さらに、創建当時の図面にはいずれも病棟の記載がなく、なおかつ、病棟と車庫のみを記した「尾澤病院増築建物図」の青図が別に遺されていた。これらを根拠として、調査にあたった建築学者の堀内正昭は、尾澤醫院兼住宅は1932年までに建てられたと推定している。

### 活用状況
創建当時より尾澤醫院の診療施設、および、尾澤家の住居として使用されてきた。しかし、院長の尾澤章が1966年に亡くなると、それ以降は診療施設としては使用されなくなった。のちに尾澤家の生活の本拠も別棟に移されたため、住居としても使用されなくなった。その後は、章の五男の事務所などとして活用されてきた。歴史的な面影を残す洋館であるため、近年は撮影などで利用されることも多い。ただし、建物を保護する観点から、重い機材やセットの設置や搬入は禁止されている。また、撮影時に出入りする人数についても制限がかけられており、撮影専用に建てられたハウススタジオに比べ、比較的厳しい制約が課せられている。
尾澤醫院兼住宅で撮影した経験を持つ主な人物としては、SKE48の北川綾巴、乃木坂46の星野みなみと堀未央奈、などが挙げられる。

### 註釈
1. ↑  黒竜江省ハルビン市は、のちに中華民国、満州国、満州帝国、中華民国を経て、中華人民共和国に帰属している。
2. ↑  東京府荏原郡世田ヶ谷町は、のちの東京都世田谷区に該当する。
3. ↑  東京府北多摩郡府中町は、のちの東京都府中市に該当する。
4. ↑  尾沢歯科医院では、院名に新字体の「沢」「医」を用いている。
5. ↑  「尾澤病院」との表記は原文ママである。

## 関連人物
- 藤沼庄平
- 堀内正昭
- 北川綾巴
- 星野みなみ